# Kiki Daire
Jennifer Bearden in arte Kiki Daire (Memphis, 18 settembre 1976) è un'attrice pornografica statunitense.

## Biografia e carriera
Nata a Memphis, compare in un film hard prima come spogliarellista, lavoro svolto anche dalla madre, e poi come attrice pornografica nel film Lesbiche 4 del 1998. 
Trasferitasi in New Orleans nel 2006, mette da parte la sua carriera lavorativa per prepararsi alle sue nozze e nel frattempo si iscrive al college. Nel 2011, non essendosi più sposata, ritorna nel mondo del cinema pornografico con una riduzione al seno. Nel 2019 è stata inserita nella Hall of Fame dagli AVN Awards.

## Riconoscimenti
- AVN Awards
  - 2019 – Hall of Fame - Video Branch[9]

## Filmografia
- Anal Sex Addicts 2 (1998)
- Butt Sex 3 (1998)
- Pain In The Ass (1998)
- 18 Young and Tight 2 (1999)
- Big Tit Squirt Queens (1999)
- California Calendar Girls 1 (1999)
- College Girls Do 5 (1999)
- Creme De La Face 32: Over 500 Served (1999)
- Creme De La Face 33: Twins, Tarts & Tushies (1999)
- Creme De La Face 39: Tub Tarts (1999)
- Cumback Pussy 19 (1999)
- Cumm Brothers 22: Mo Goo Guy Panties (1999)
- Deep Face 1 (1999)
- Dirty Laundry (1999)
- Filthy Talkin' Cocksuckers 1 (1999)
- Freshman Fantasies 19 (1999)
- Hard To Swallow 6 (1999)
- High Heels 'n Hot Wheels (1999)
- Hunting Desire (1999)
- Missionary Position: Impossible (1999)
- Neighborhood Sluts 2 (1999)
- Nurses (1999)
- Prescription For Peril (1999)
- Show (1999)
- Slut Search 8 (1999)
- Three (1999)
- Video Virgins Gold 7 (1999)
- Window (1999)
- 72 Cheerleader Orgy (2000)
- American Bukkake 11 (2000)
- American Nymphette 2 (2000)
- Ass Clowns 1 (2000)
- Bi American (2000)
- Blowjob Adventures of Dr. Fellatio 25 (2000)
- Body Shop Girls (2000)
- Camp Erotica (2000)
- Carnal Coed Confessions 1 (2000)
- Charlie's Little Devils (2000)
- Cock Smokers 17 (2000)
- Coed Cocksuckers 17 (2000)
- College Girls Do 8 (2000)
- Cumback Pussy 30 (2000)
- Deceptive Desires (2000)
- Extreme Vacation (2000)
- Filthy Talkin' Cocksuckers 8 (2000)
- Fresh Flesh 11 (2000)
- Gag Factor 3 (2000)
- Girl's Affair 45 (2000)
- Guilty Pleasures (2000)
- Hard To Swallow 9 (2000)
- Hot Bods And Tail Pipe 17 (2000)
- Inside Porn (2000)
- It's a Wonderful Life (2000)
- Kiss of the Black Widow (2000)
- MH Home Video 560: Beautiful Blonde Bombshells (2000)
- More Dirty Debutantes 125 (2000)
- Naughty College School Girls 7 (2000)
- New Wave Hookers 6 (2000)
- Outcall Confessions 1 (2000)
- Peeing Contest 3 (2000)
- Perverted Stories 29 (2000)
- Pissing Cousins (2000)
- Pussyman's Junior College Tramps (2000)
- Pussyman's Squirt Attack (2000)
- Ripe 11 (2000)
- Sexy Sorority Initiations 1 (2000)
- Shut Up and Blow Me 21 (2000)
- Shut Up and Blow Me 24 (2000)
- Six Degrees Of Seduction 2 (2000)
- Sugar Daddy Sweethearts 1 (2000)
- Super Quick 2 (2000)
- Taped College Confessions 11 (2000)
- Terrors From The Clit 2 (2000)
- Underground Sex School 101: Learn 'n Your ABS's (2000)
- White Panty Chronicles 13 (2000)
- White Trash Whore 19 (2000)
- Wild Honey 3 (2000)
- World's Luckiest Jock (2000)
- YA 21 (2000)
- Accidental Starlet (2001)
- Adventures of Frick And Frack (2001)
- All Anal 1 (2001)
- All Pissed Off 12 (2001)
- American Nymphette 3 (2001)
- Art Of Pissing (2001)
- Ass Clowns 2 (2001)
- Barefoot Bedtime Stories 2 (2001)
- Booty Fest 4 (2001)
- Buttslammers 21 (2001)
- Captain Mongo's Porno Playhouse (2001)
- Carnal Coed Confessions 4 (2001)
- Club Sin (2001)
- Cyber Sluts (2001)
- Devil Girl 1 (2001)
- Dirty Little Cocksuckers 6 (2001)
- Freshman Fannies 1 (2001)
- Girl's Affair 58 (2001)
- In the Bush (2001)
- Itty Bitty Titty Cheerleaders vs. The Big Boob Squad 1 (2001)
- Kelly the Coed 10: Greek Fest (2001)
- Kiki Daire AKA Filthy Whore (2001)
- Layovers (2001)
- Liquid Blue 2: And the Winner Is (2001)
- Liquid Gold 6 (2001)
- Pain 9 (2001)
- Power Panties 1 (2001)
- Pussy Poppers 15 (2001)
- Pussy Poppers 21 (2001)
- Pussyman's Snatch Attack (2001)
- School's Out (2001)
- Sex Tribe (2001)
- She Swallows 8 (2001)
- Sizzle Video Magazine 1 (2001)
- Sluts of the Nyle 4: Anal Sluts (2001)
- Taboo 2001: Sex Odyssey (2001)
- Teenage Fantasies (2001)
- This Cunt's For You (2001)
- Thou Shalt Not Steal (2001)
- Titty Fuckers 4 (2001)
- Titty Mania 3 (2001)
- Total B.S. 2 (2001)
- Trailer Trash Nurses 3 (2001)
- Trashy (2001)
- Tushy Girl Video Magazine 2 (2001)
- Valley Heat (2001)
- Violation of Kiki Daire (2001)
- Best Laid Plans (2002)
- Beyond Reality 6 (2002)
- Big Tit Squad (2002)
- Chunky Slumber Party (2002)
- Daddy's Dirty Little Girls 1 (2002)
- Decoys and Other Tales (2002)
- Deep Oral Ladies 17 (2002)
- Fuck Holes 2 (2002)
- Gag Factor 8 (2002)
- Girl's Affair 65 (2002)
- Home with a Master (2002)
- Monster Facials 1 (2002)
- Nymph Fever 8 (2002)
- Oh My Gush 13 (2002)
- Out of High School 4 (2002)
- Rear Factor 2 (2002)
- Sex in Public (2002)
- Seymore Butts and the Girls Who Gobble Goo (2002)
- Sticky Side Up 2 (2002)
- Stop My Ass Is On Fire 8 (2002)
- Struggles Of Kiki Daire (2002)
- Titty Mania 9 (2002)
- V-eight 7 (2002)
- Violation of Violet Blue (2002)
- Young Whores First TriXXX (2002)
- Adult Video News Awards 2003 (2003)
- Ass Lickers (2003)
- Barefoot Beauties (2003)
- Big Tit Brotha Lovers 1 (2003)
- Celestial Desires (2003)
- Coed Covergirls 3 (2003)
- Droppin' Loads 1 (2003)
- Free 4 All 1 (2003)
- Hefty Hooters (2003)
- Howard Ramone's Bada Bimbos 4 (2003)
- Kiki Daire's Stocking Tease (2003)
- New Wave Hookers 7 (2003)
- Oral Adventures of Craven Moorehead 17 (2003)
- Private Schoolgirl Secrets 3 (2003)
- Shaving Co-eds 5 (2003)
- Strap-On Secretaries 1 (2003)
- Strap-On Sirenz 1: Anal Operators (2003)
- Strap-On Sirenz 2: Penis Envy (2003)
- Super Heroine Tales (2003)
- Supersize Tits 1 (2003)
- Thar She Blows (2003)
- Tits That Saved XXX-mas (2003)
- Tits! (2003)
- Under The Influence (2003)
- Watch Me Tinkle 3 (2003)
- We Go Deep 19 (2003)
- Xtra 9 (2003)
- Young and Natural (2003)
- 100% Blowjobs 29 (2004)
- Amateur Thrills 10 (2004)
- Between the Teens (2004)
- Big Tit Swim Team (2004)
- Cathy's Cravings 2 (2004)
- Celebrity Porn Stars Exposed (2004)
- Deep and Strong (2004)
- Fantastic Fetish 2 (2004)
- Girls Gone Black 3 (2004)
- Juicy Lolitas (2004)
- Knight Of Bondage (2004)
- Lesbian Big Boob Bangeroo 5 (2004)
- Misty Rain's Lost Episodes 2 (2004)
- Monsters of Cock 2 (2004)
- Real White Trash 1 (2004)
- Stocking Strippers Spanked 3 (2004)
- Straight Anal Students (2004)
- Straight Fucking (2004)
- Supersize Tits 2 (2004)
- Doggy Style (2005)
- Dr. Lenny's Favorite Anal Scenes (2005)
- Gang Bang Sluts (2005)
- My Mother Loves the Brothas 1 (2005)
- Naughty Bits (2005)
- Pissing Beauties 2 (2005)
- Pussy Shooters (2005)
- Supersize Tits 7 (2005)
- Black That Ass Up (2006)
- Breast Sex (2006)
- Cunt Munchers 3 (2006)
- Femdom Facesitters 2 (2006)
- Fuck 'Em Young 2 (2006)
- Natural Born Big Titties 2 (2006)
- Pissing College Girls (2006)
- Suck 'em Fuck 'em Squeeze 'em Tease 'em 4 (2006)
- Takin' a Tinkle 3 (2006)
- Ass Invaders 2 (2007)
- F**K Dolls (2007)
- Forbidden Fetishes 2 (2007)
- Goo Girls 30 (2008)
- Kiki Daire's Spanking Confessions (2008)
- Mandingo Madness 2 (2008)
- Stuff Her Ballot Box (2008)
- Love Or Lust (II) (2010)
- America's Next Top Tranny 12: Gangbang Edition (2011)
- Backyard Smother (2011)
- Bisexual Swing Party 2 (2011)
- Horny Housewife Hookers 2 (2011)
- How to Get Kidnapped (2011)
- She's A Fucking Pisser (2011)
- Women Seeking Women 75 (2011)
- Anal Threesomes (2012)
- Asseating Lesbians (2012)
- Authority Figures (2012)
- Black Kong Dong 12 (2012)
- Bounced Check Bitches 7 (2012)
- Cum Lovers (2012)
- Dallas: A XXX Parody (2012)
- Devil's Workshop (2012)
- Girls With Daddy Issues (2012)
- Internal Injections 8 (2012)
- Lesbian Guidance Counselor 2 (2012)
- Lesbian Voyeur (2012)
- MILF and Honey 20 (2012)
- MILF Worship 12 (2012)
- Mommy Blows Best 15 (2012)
- Mothers Teaching Daughters How to Suck Cock 12 (2012)
- My Gigantic Toys 15 (2012)
- My Hot Aunt 2 (2012)
- Suck It Dry 10 (2012)
- Titterific 18 (2012)
- Wanna Fuck My Daughter Gotta Fuck Me First 16 (2012)
- 50 Shades Unrestrained: Kiki Daire (2013)
- Booty Pageant (2013)
- Carey Riley Goes To Houston (2013)
- Facesitting Tales (2013)
- Father's Lust 2 (2013)
- Husbands Teaching Wives How to Suck Cock 4 (2013)
- I Fuck Machines (2013)
- Jimmy Gets A Footjob 2 (2013)
- Kicking It with Kiki Daire (2013)
- MILF and Honey 23 (2013)
- Mind-Blowing Machine Orgasms (2013)
- Mothers And Sons 2 (2013)
- My Hairy Gang Bang 5 (2013)
- Pyrex Sex: Kiki Daire (2013)
- Sexy MILF Loving (2013)
- Slut Bottom Chris Meets The Prostate Assassins (2013)
- Steampunk Spies (2013)
- Toys In The Asshole (2013)
- Training Kiki Daire 1 (2013)
- You Need A Spanking (2013)
- 2 Heads Are Better Than 1: Episode 3 (2014)
- 24 XXX: An Axel Braun Parody (2014)
- Big Titty MILFs 22 (2014)
- Boy Meets MILF (2014)
- Carnal Madness 5 (2014)
- I Fucked Your Step Father 6 (2014)
- MILF Extravaganza (2014)
- My Aunt's a Cougar (2014)
- My Wife and The Lesbian (2014)
- Sleeping Beauty XXX: An Axel Braun Parody (2014)
- Suck It Out 7 (2014)
- Tease and Denial 2: Revenge